# Dipartimento di Monguel
Il dipartimento di Monguel è un dipartimento (moughataa) della regione di Gorgol in Mauritania con capoluogo Monguel.
Il dipartimento comprende 5 comuni:
- Monguel
- Bathet Moit
- Bakhel
- Melzem Teichet
- Azgueilem Tiyab